# Żansügyrow
Żansügyrow (kaz. Жансүгіров) – osiedle typu miejskiego w południowym Kazachstanie, w obwodzie żetysuskim. Liczy 6 165 mieszkańców (2021). 